# トランス＝ユーラシア・ロジスティクス

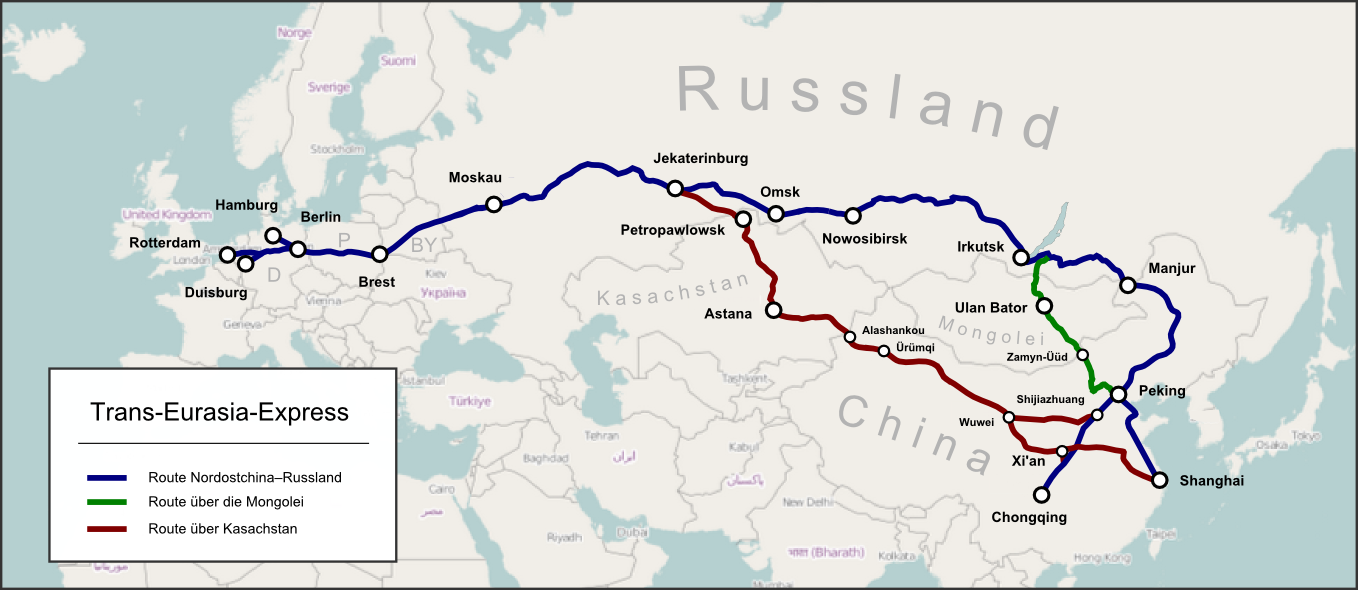
トランス＝ユーラシア・ロジスティクス路線図。紫の北、緑の中央、赤の西ルートに大別される

トランス＝ユーラシア・ロジスティクス（英語：Trans-Eurasia Logistics または China Railway Express, CRE, CR Express 繁体字中国語: 中歐班列, 簡体字中国語: 中欧班列 ちゅうおうはんれつ）は、中華人民共和国（中国）とヨーロッパ（欧州）を結びユーラシア大陸を横断する貨物列車で、中国政府からは一帯一路の中核と位置付けられている。ドイツ鉄道とロシア鉄道および中国国家鉄路集団による合弁事業。日本などとの航空貨物や海上コンテナとの積み換え分を含めた貨物を、中国とロシア、モンゴル国、カザフスタンを経由してドイツなど西欧諸国との間で鉄道輸送する。
2008年10月6日にテスト運行された貨物列車は富士通・シーメンスのコンピューターを積載し、中国の湘潭市からドイツのハンブルクまで17日掛け到着している。2011年3月19日に正式な営業を開始し、重慶市から欧州行きの貨物列車が出発している。複合一貫輸送を行うプロバイダとしてドイツのポルツーク（Polzug）、コンビファケア、ロシアのトランスコンテナなどもこの事業に参加している。
1990年に開通した港から港までの路線となる連雲港 - 阿拉山口 - ロッテルダム経路は「チャイナ・ランド・ブリッジ（CLB）」「Trans-China Railway（CHR）」とも呼称され、ボストチヌイ港からシベリア鉄道を経由するモスクワや欧州向け路線は「シベリア・ランド・ブリッジ（SLB）」と呼称される。また、2011年3月に開始された重慶 - デュースブルク路線は渝新欧（号）と呼称される。

## 概要

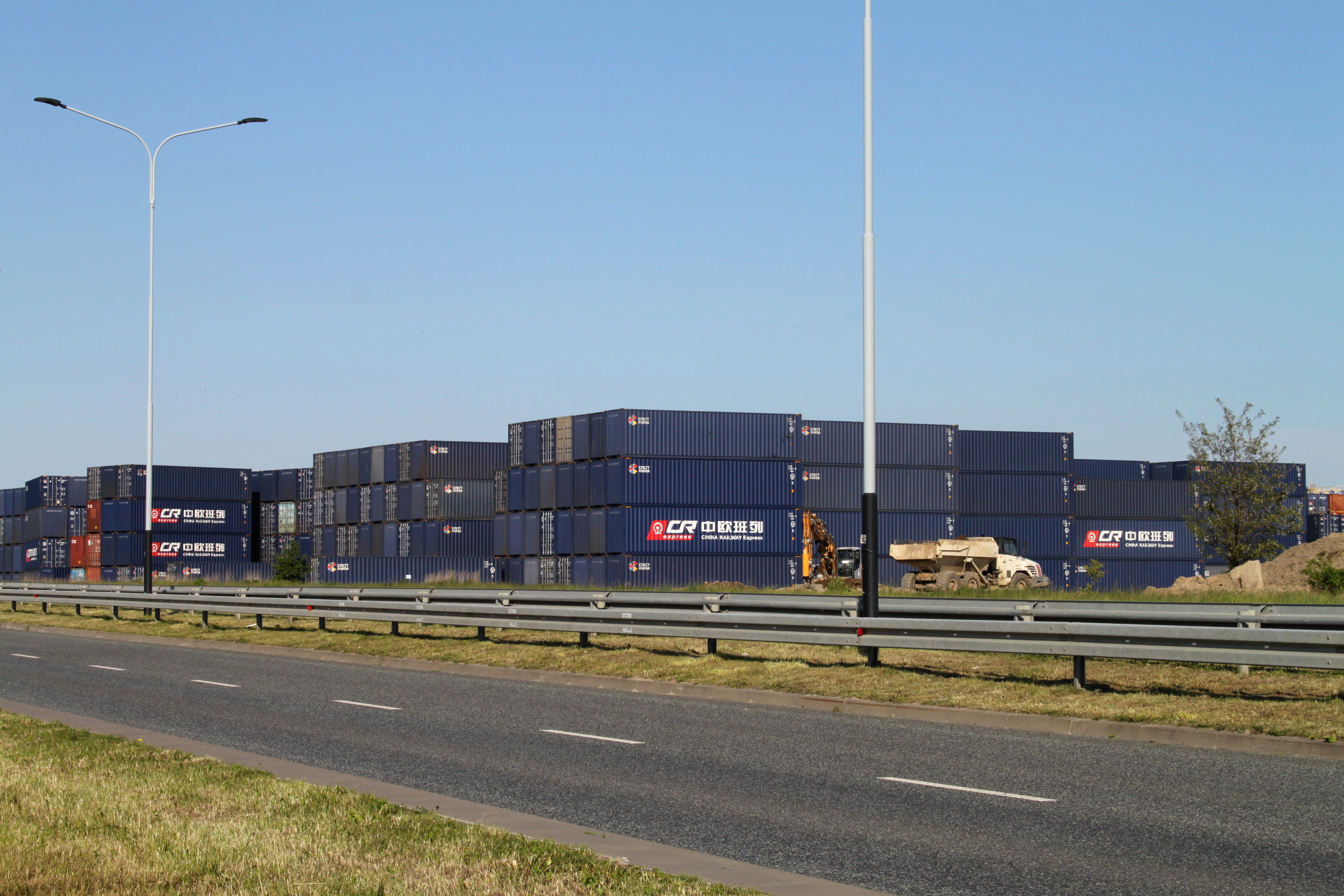
ポーランド・マワシェビチェの欧州ターミナルに積まれたコンテナ

アジアと欧州や中東を結ぶシベリア・ランド・ブリッジの貨物輸送を目的として始まり、1980年代、海運アライアンスが設立されたことで海運の運賃が高騰し、運賃が半分だったこともあり最盛期を迎えた。当時はソビエト連邦下であり、軍事政策上、ロシア - 欧州間の運行スケジュールが公開されず輸送日数も不安定であった。1991年のソビエト連邦の崩壊によりロシア鉄道による一貫輸送体制も崩れ、輸送品質の低下や運賃の高騰もあり輸送の主軸は海上へと移行した。この状況を改善すべくロシア政府は多額の国家予算を投入し運行管理のデジタル化やICタグの導入によるトレーサビリティの確立などを行い輸送安定度の向上と品質面での改善を行っている。2008年、国際貨物ネットワークを目的にトランス＝ユーラシア・ロジスティクスは設立され、2013年9月7日にカザフスタンのナザルバエフ大学において中国共産党総書記の習近平が「一帯一路構想」を提唱し、2017年4月に北京で「一帯一路国際協力フォーラム (BaRF)」が開催されており、このフォーラムの中で中国、ベラルーシ、ドイツ、カザフスタン、モンゴル、ポーランド、ロシアの鉄道部門が「中欧鉄道貨物協力の深化に関する協定」に署名したことで、トランス=ユーラシア・ロジスティクスは一帯一路の中核事業として位置付けられており、現代のシルクロードから「鉄のラクダ」とも称される。
2019年6月4日にはロシア鉄道、ベラルーシ鉄道、カザフスタン鉄道の3者共同出資（各社共に33.3%）による「統一輸送物流会社-ユーラシア鉄道アライアンス（OTLK ERA）」が締結され経営の効率化と中欧班列コンテナ増強に向けた取り組みが開始されている。なお、この前身として「OTLK」が2014年11月にロシア鉄道主導 (99.8%) により設立されている。輸送実績は2015年に20フィートコンテナにして48,000本、2017年は175,800本、2018年は28万本にまで増加し、2019年第1四半期時点で前年同期比54％となる62,622本を記録した。内訳は東行きとなる欧州から中国向けが27,086本となり、中国から欧州向けの西行きが35,536本であった。
中国を出発したコンテナ列車はモンゴル縦貫鉄道やシベリア鉄道域内を走行し、ベラルーシとポーランドを経由してドイツへと向かう。また、このルートは「ユーラシア・ランドブリッジ」としても知られる。西行きの積み替え場として中国とカザフスタン国境となるドストゥク駅での転換や、アルマトイ州にあるアルティンコリ駅に経済特区として大規模なコンテナターミナルが完成しており、ここでトランスファークレーンなどを用いて45分以内に中国の標準軌から広軌の貨車へコンテナの転換が行われている。ポーランドとベラルーシも軌間が違うため、欧州ターミナルとしてベラルーシのブレスト中央駅に併設されたブレスト貨物ターミナルや、2駅先となるポーランドのマワシェビチェで再度貨車の転換が行われる。
トランス＝ユーラシア・ロジスティクスは、世界最長距離を走る貨物列車であり、中国、カザフスタン、ロシア、ベラルーシ、ポーランド、ドイツ、フランス、スペインに跨る「義鳥 - マドリード鉄道線」の運行も行っている。

## 運営

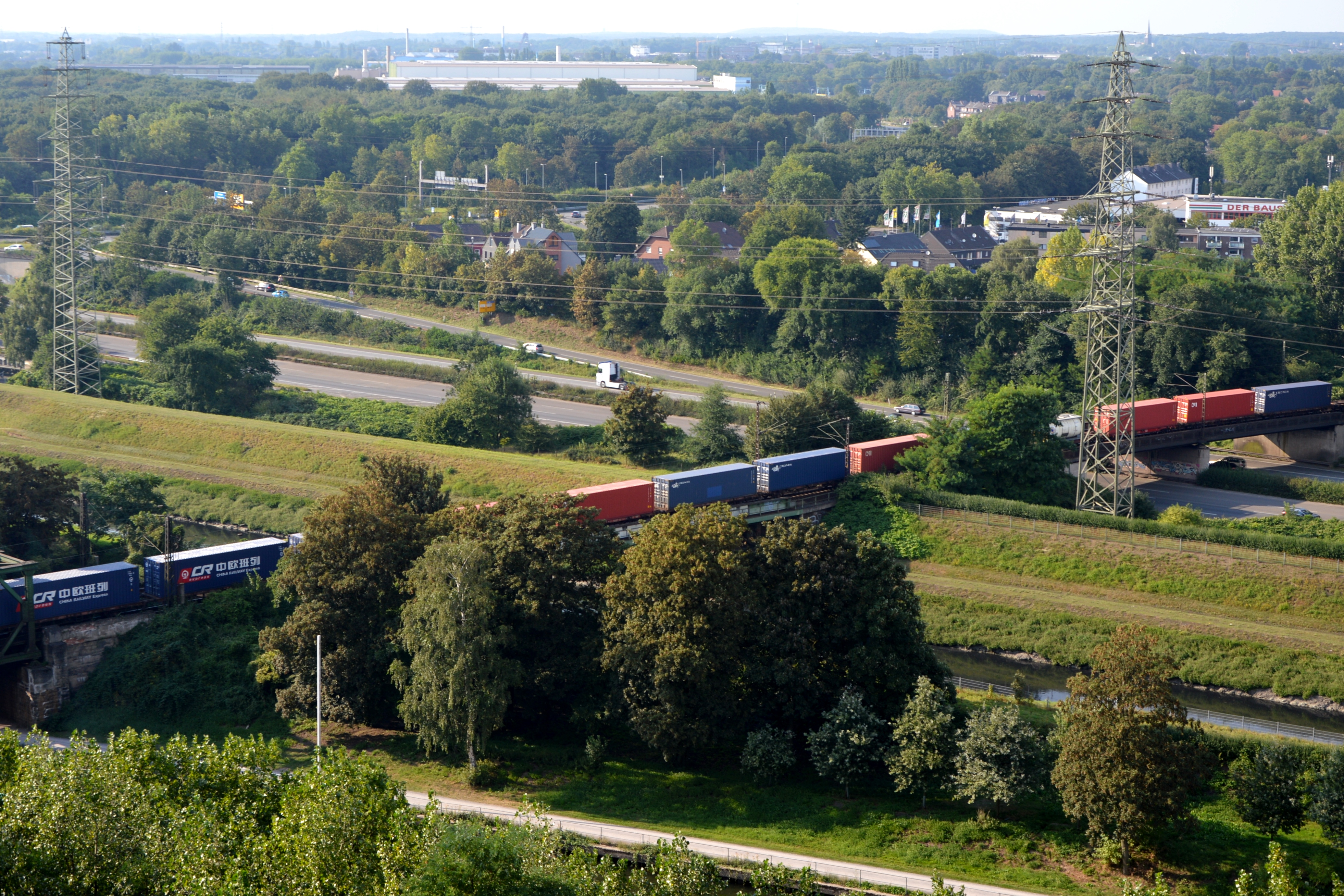
独オーバーハウゼンのアウトバーン 42に架かる鉄道橋を通過中の列車

2008年3月、ドイツ鉄道（40%）とロシア鉄道（30%）、トランスコンテナ（20%）、コンビファケア（10%）の出資比率で設立されたトランス＝ユーラシア・ロジスティクスは「DBカーゴ・ユーラシア（DB Cargo Eurasia GmbH）」によって運営されており「トランスユーラシア・ロジスティクス (TransEurasia Logistics GmbH)」によって提供が行われている。コンテナ列車としてヨーロッパとアジア間のブロックトレインを徐々に構築し、関係する鉄道会社の調整役を担うことを主な目的としている。設立された当初、世界金融危機の影響もあり当初計画されたルート全体での接続は行われておらず、ドイツとロシアまたはCIS諸国間での交通網の発展が焦点であった。2010年6月以降、ロジスティクス列車「Moscovite」号によるデュースブルクからモスクワまで7日行程の定期列車の運行を行っている。
料金は船便の倍となるが、輸送日数は海上で60日の掛かる所、列車は20日と1/3程であり、それまでの選択肢であった「安いが遅い船便と速いが高い航空便」の中間の選択肢として機能している。
紅海やスエズ運河の不安定化が起こると迂回ルートとしての重要性が増すため価格、輸送量とも高騰する事が多い。
ヨーロッパ支社をデュースブルク、フランス、マドリード、スイス、ミラノに抱える。

## 路線
主要路線は満州里経由の北（東）ルート、エレンホト、モンゴル経由の中央ルート、阿拉山口、カザフスタン経由の西ルートに大別され、重慶、成都発の西ルートが輸送全体の7割を占めている。2020年5月時点で中国71都市、69の運行ルートを経てロシア、東欧、欧州の20か国90都市以上と結ばれている。
| 名称       | 中国国内の対象エリア       | 通関                      | 経由地                                                                                | 着地エリア                             |
| ---------- | -------------------------- | ------------------------- | ------------------------------------------------------------------------------------- | -------------------------------------- |
| 北ルート   | 北東、東、中央地域         | 満州里口岸                | 北アジア                                                                              | 欧露                                   |
| 中央ルート | 北、中、南部地域           | エレンホト口岸            | 北アジア、モンゴル                                                                    | 欧露                                   |
| 西ルート1  | 北西、南西、中部、南部地域 | 阿拉山口口岸 コルガス口岸 | 北アジア、カザフスタン                                                                | 欧露、ベラルーシ                       |
| 西ルート2  | 北西、南西、中部、南部地域 | 阿拉山口口岸 コルガス口岸 | カザフスタン、トルクメニスタン、イラン、アナトリア                                    | 東トラキア                             |
| 西ルート2  | 北西、南西、中部、南部地域 | 阿拉山口口岸 コルガス口岸 | カザフスタンのアクタウからアゼルバイジャンのバクー（鉄道連絡船）、 ジョージア、トルコ | 東トラキア、ブルガリア、トルコ、チェコ |
| 西ルート3  | 北西、南西、中部、南部地域 | トルガルト口岸            | キルギスタン、ウズベキスタン、トルクメニスタン、イラン、アナトリア                    | 東トラキア                             |

### 主要長距離国際貨物列車
- 中国 義烏 －  スペイン マドリード、 ドイツ デュースブルク
- 中国 義烏 －  ベルギー リエージュ[26]
- 中国 武漢 －  ドイツ ハンブルク、 フランス リヨン、 フランス ドゥルジュ[27]
- 中国 重慶 －  ドイツ デュースブルク
- 中国 成都 －  ポーランド ウッチ
- 中国 鄭州 －  ドイツ ハンブルク
- 中国 西安 －  イタリア ヴェローナ[28]
- 中国 西安 －  ノルウェー オスロ[29]
- 中国 西安 －  デンマーク フレゼリシア[30]
- イギリス イミンガム －  中国 合肥[31]

## 発展

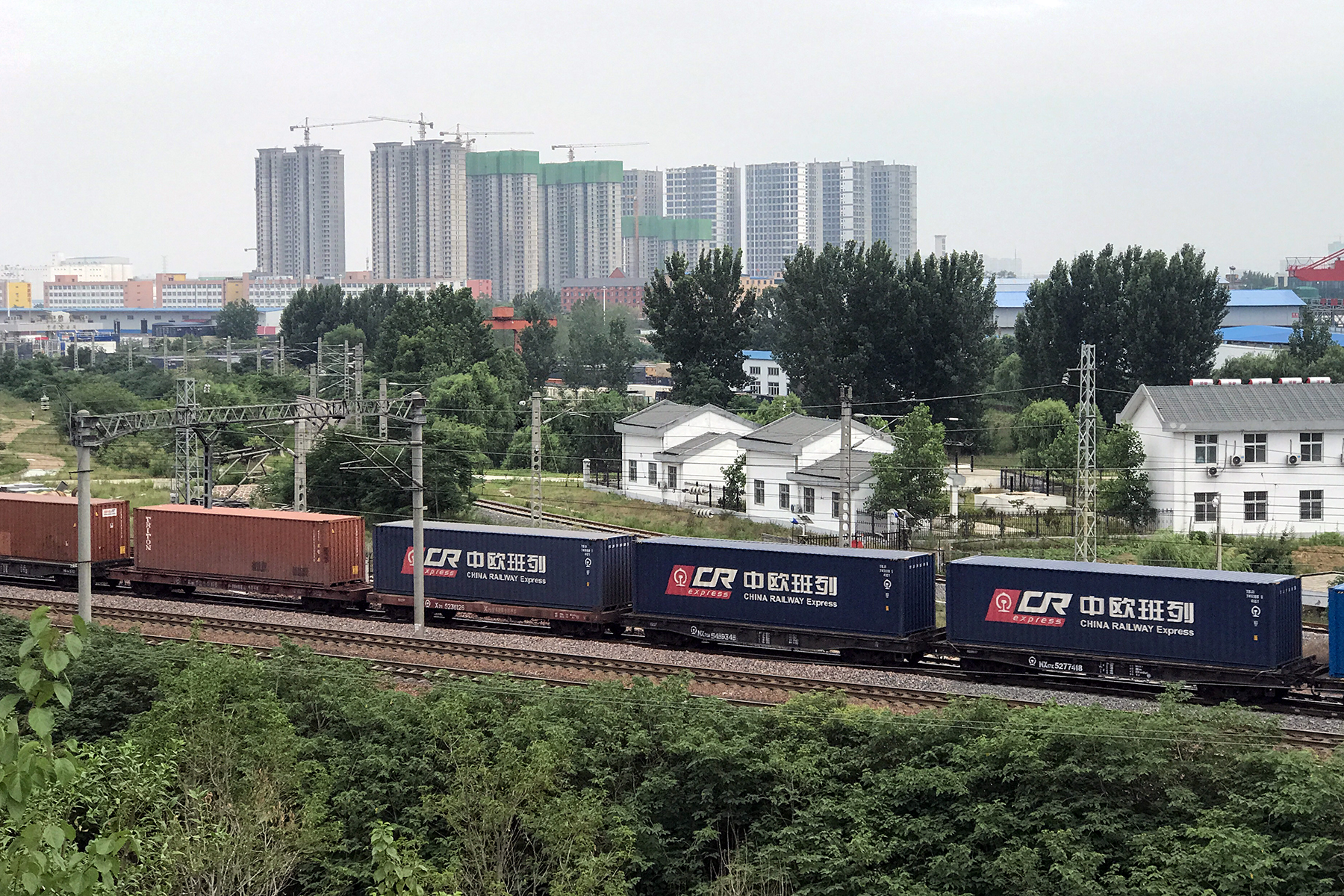
鄭州市にある隴海線の貨物駅である圃田西駅を出発するCRE。圃田西駅は中国でも最大級となる貨物ターミナルの一つである。

2011年の運行本数17本から始まり、毎年前年の倍となる運行本数を記録するなど順調に成長を遂げており、近年の郵送実績は特に急増し、2018年には6,300本、2020年は1万2,400本の運行本数を記録し、前年比56%増となる過去最高を記録している。物量は20フィートコンテナ換算で113万5000TEUに達し、往復路合計での積載率も98.3%となっており、都市別では成都と重慶からの貨車が5,000本と全体の4割を占め欧州向け防疫関連の輸出物資が顕著であった。新型コロナウイルス感染症の影響により空運と海運が停滞したことによる代替手段として利用された影響が背景にあると見られている。
雲南省昆明からラオスの首都ビエンチャンまでの1,000キロの鉄道路線（中国ラオス鉄道）が2021年末に完成したが、中国ラオス鉄道のヴィエンチャン南駅とターナレーン駅を結ぶ連絡線は工事中である。この連絡線が完成することでコンテナの積み替えなどが可能となり、タイやラオスの工業地帯と陸続きになり大きな変化が予想されており、既にベルギーにある欧州物流センター向けの出荷手段として利用している嘉陵ホンダ（重慶にある汎用エンジンの製造工場）では、ベトナムやタイ方面への利用をも検討している。
2018年6月20日、日新が日欧間の新輸送ルートとして「日中欧Sea&Rail一貫輸送サービス」を開始している。横浜港から連雲港市まではコンテナ船で輸送され、ここから貨物列車により中国 - カザフスタンルートを経由しドイツ・ハンブルクまで27日間を掛け到着している。8月22日には国土交通省主導による日欧間の第三の輸送手段としての開拓が開始されており、東洋トランス、日新、日本通運、郵船ロジスティクスの4社が参加した日本からウラジオストク経由、ベラルーシのブレストやポーランドのマワシェビチェまでの試験運行と検証が行われた。2020年には一両借り上げとなるブロックトレインでの試験運行を同ルートで行い概ね良好な結果が得られている。
2020年12月4日、イスタンブールの欧州側にあるトルコ国鉄カズルチェシュメ駅を出発し、トルコ、ジョージア、アゼルバイジャン、カザフスタンを横断して中国の西安に42個のコンテナを輸送する貨物列車が運行された。5カ国を横断する総延長8,693キロの鉄道輸送は、 日本の大成建設によって建設されたボスポラス海底トンネルマルマライを抜けて、トルコを横断し、バクー＝トビリシ＝カルス鉄道でコーカサスを横断、カスピ海横断国際輸送ルート（鉄道連絡船）を経て、ロシアを経由せず中央アジアから中国に抜ける。まさに歴史上の「シルクロード」をなぞったものとなった。
2021年3月3日、デンマークの大手海運企業A.P. モラー・マースクによって日本初となる日本発の貨物のみで構成されたブロックトレインを横浜からイギリスのフィーリックストウまで運行した。横浜港からボストチヌイ港へはコンテナ船で運搬され、ボストチヌイからサンクトペテルブルクまでは貨物列車による輸送が行われ、そこから再度コンテナ船に積み替えられフィーリックストウ港に到着している。